# 黑神话：钟馗
《黑神话：钟馗》是一款中国神话题材的动作角色扮演游戏，由《黑神话：悟空》的开发商游戏科学使用虚幻引擎制作。本作是“黑神话”系列的第二部作品，以中国民间传说中的人物钟馗为主要创意来源。

## 开发
《黑神话：钟馗》的开发商为游戏科学。前作《黑神话：悟空》的成功超出了团队创始人冯骥的预期，也让其感到“迷茫、虚无与惶恐”。在最初按照既定计划推进前作DLC数月后，冯骥与团队联合创始人、美术总监杨奇达成共识，决定转向开发新作。冯骥认为，相比DLC，新作能允许团队“放开手脚，大胆尝试，不拘定法，从零开始”。
2025年8月20日，发布CG先导预告片后，游戏科学表示目前该游戏刚建好文件夹不久，实机还没什么影子，故事提纲都还没写完。

## 宣传和发行
游戏于北京时间2025年8月20日公布先导预告，并在2025科隆游戏展开幕之夜的展前发布会同步亮相。